# اشتون لامبی
اشتون لامبی (انگلیسی: Ashton Lambie؛ زادهٔ ۱۲ دسامبر ۱۹۹۰) دوچرخه‌سوار اهل ایالات متحده آمریکا است.
وی در مسابقات کشوری و بین‌المللی در مجموع برندهٔ ۵ مدال طلا، ۲ مدال نقره شده‌است.